# 韓復榘
韓 復榘（かん ふくく）は中華民国の軍人。北京政府、国民軍、国民政府（国民革命軍）の軍人。国民軍では、馮玉祥配下の「十三太保」の1人と称された。字は向方。

## 事跡

### 国民軍での活躍
私塾教師の子に生まれる。初めは学問を志したが、貧困のため1910年（宣統2年）から軍に加わり、馮玉祥の営に配属された。清末に馮玉祥が灤州起義を起こした際には、韓復榘も参加した。失敗後に韓復榘は帰郷したが、民国成立直後に馮玉祥の下に帰参し、以後第16混成旅や第11師などで順調に軍歴を重ねている。
1924年（民国13年）10月の北京政変後に、国民軍が結成されると、韓復榘は国民軍第1軍第1師第1旅旅長に任命された。翌年春、第1師師長に昇進した。1926年（民国15年）の南口の戦いでは、山西省の閻錫山が国民軍の後背を脅かしてきたため、僚友の石友三とともに山西軍を迎撃、善戦した。しかし国民軍は同年8月に、ついに南口を放棄する。張之江らの本隊は綏遠省へ撤退したが、韓復榘と石友三はそれに従わず、閻錫山に降伏した。
同年9月、馮玉祥が帰国して五原誓師を行うと、韓復榘は馮玉祥の下に復帰し、国民聯軍援陝第6路総指揮に任命された。1927年（民国16年）6月、国民聯軍が国民革命軍第2集団軍に改組されると、韓復榘は第2集団軍第6軍軍長に任命され、中国国民党の北伐に参戦して軍功をあげた。10月、第2集団軍の縮小を経て、韓復榘は第20師師長に任命され、鄭州に駐屯した。12月、韓復榘は馮玉祥の推薦により河南省政府主席に就任した。しかし韓復榘は第20師への指揮権を喪失し、しかも第20師は韓復榘と不仲の石敬亭に委ねられてしまう。これは、韓復榘の馮玉祥に対する反感を掻き立てることになった。

### 山東省統治
北伐終了後の1929年（民国18年）、馮玉祥と蔣介石の対立が激化し、ついに衝突が不可避となる。しかし5月22日、韓復榘は馮玉祥への追随を放棄し、第20師の旧部下たちと謀り蔣介石に帰順した。1930年（民国19年）の中原大戦では、韓復榘は第1軍団総指揮として、閻錫山率いる山西軍と戦った。この時の功績により、同年9月、韓復榘は山東省政府主席に任命された。
以後7年強の間、韓復榘は山東省を統治することになる。韓復榘は密かに日本と一定の連携関係を結ぶ一方で、かつての山東の支配者だった張宗昌を暗殺した。さらに、国民革命軍の一員である第17軍軍長劉珍年を駆逐し、国民党の山東省党部にまで圧力をかけた。こうして韓復榘は、山東省を強力な自治圏として確立し、国民政府中央の統制を弱体化させたのである。なお、韓復榘はこの間に、思想家の梁漱溟を招聘して郷村建設運動を大規模に展開したり、産業を振興したりするなど、省政面でも一定の功績を残した。

### 粛清に斃れる

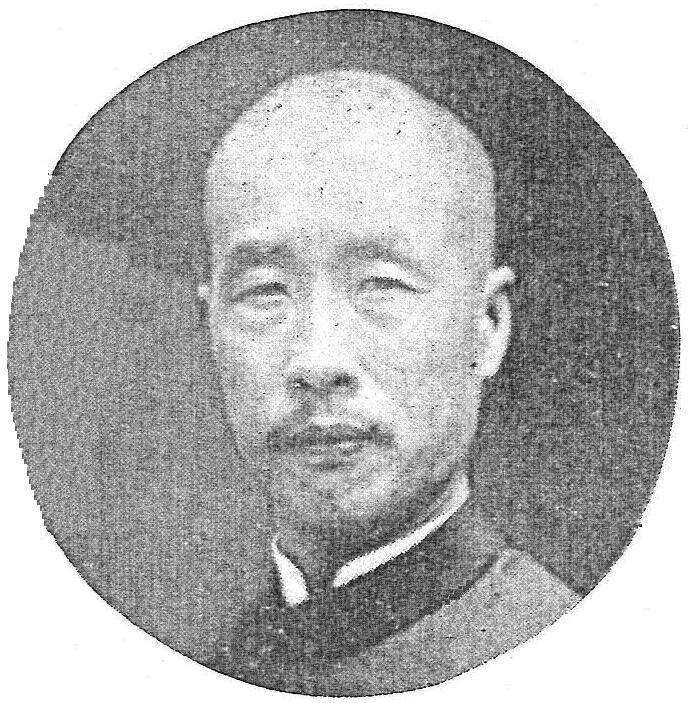
韓復榘別影
『支那事変写真帖』(1938年)

1936年（民国25年）12月に西安事件が起きると、韓復榘は電文を発して張学良・楊虎城を支持している。翌1937年（民国26年）、日中戦争が勃発すると、10月に韓復榘は第3集団軍総司令兼第5戦区副司令長官に任命された。しかし韓復榘は、自分が蔣介石の捨て駒として扱われていると感じていた。そのため、日本軍との本格的な戦闘は行わずに、済南などを放棄して、山東省西南部に撤退した。その一方で、四川省政府主席劉湘と密かに連携し、反蔣運動も企んでいる。結局これらの行為は、蔣介石に韓復榘の粛清を決断させることとなってしまった。
1938年（民国27年）1月11日、韓復榘は開封で開かれた軍事会議に出席したところを逮捕され、漢口に収監された。同月24日、韓復榘は命令違反により独断の撤退を犯したとして、蔣介石の命令により処刑された。享年49。